# Groblje kućnih ljubimaca
Groblje kućnih ljubimaca (eng.Pet Sematary) je horor roman američkog pisca Stivena Kinga iz 1983. godine, da bi tri godine kasnije bio nominovan za World Fantasy Award za najbolji roman. PS Publishing je 2013. godine objavio redizajnirani roman u ograničenom izdanju povodom 30 godina od nastanka dela.

## O knjizi
Luis Krid je lekar iz Čikaga i imenovan je za direktora zdravstvene službe Univerziteta Mejn. Ovo unapređenje mu omogućava preseljenje u veliku kuću i blizini malog mirnog grada Ladlova, zajedno sa svojom suprugom Rejčel, njihovo dvoje dece i mačkom Čurčom.
Prvi komšija im je stariji čovek Džud Crendel sa kojim se Luis brzo sprijatelji. Nekoliko nedelja nakon useljenja Džud vodi porodicu u šetnju šumom iza njihove kuće. Usput sređenom stazom dolaze do groblja kućnih ljubimaca gde deca grada sahranjuju svoje uginule životinje.
Na Noć veštica, Džudova supruga Norma doživi skoro fatalni srčani udar, ali se brzo oporavlja zahvaljujući Luisovoj pomoći. Džad je zahvalan na tome i odlučuje da se oduži Luisu nakon što je Čerč pregažen ispred njegove kuće na Dan zahvalnosti. Rejčel i deca odlaze da posete Rejčeline roditelje u Čikagu, ali je Luis zabrinut zbog toga što je Eli saopštio loše vesti. Saosećajući sa Luisom, Džud ga vodi na groblje ljubimaca, navodno da sahrani Čerča. Ali umesto da se tamo zaustavi, Džud vodi Luisa dalje do pravog groblja, drevnog groblja koje je nekada koristilo pleme Miꞌkmak. Tamo Luis sahranjuje mačku po Džudovom uputstvu. Sledećeg popodneva, iako sahranjen Čurč se vraća kući, obično živahna mačka sada se ponaša gordo i po Louisovim rečima, „malo mrtvo“. Čurč počinje da lovi miševe i ptice, raskomadava ih ali ih ne jede. Takođe smrdi toliko loše da Eli više ne želi da bude u njenoj sobi noću. Džud potvrđuje da je Čerč vaskrsao i da je sam Džud jednom tamo sahranio svog psa kada je bio mlađi. Luis, duboko uznemiren, počinje da žali zbog odluke da što je tamo sahranio Čurča.
Nekoliko meseci kasnije dolazi do tragedije kad Luisovog sina, dvogodišnjeg Gejdža ispred kuće ubija kamion. Luis je obuzet očajem, ne miri se sa istinom i u tim trenucima razmišlja da vrati sina u život uz pomoć drevnog groblja. Džut nagađa šta Luis planira i pokušava da ga odgovori od te zamisli pričajući mu priču o Timotiju Betermanu, poslednjoj osobi koju je vaskrslo groblje. Tim je poginuo tokom Drugog svetskog rata, a nakon što je telo vraćeno kući njegov otac ga je sahranio na drevnog groblju kako bi ga vaskrsao.
Tim je posle vaskrsenja postao zlonameran, terorisao je ljude tajnama koje Džud tvrdi on nikako nije mogao da zna. Timija je zaustavio njegov otac Bil, koji ga je ubio i zapalio kuću pre nego što je ubio i sebe.
Uveravao ga je da šta god da se vratilo to nije bio Timi, već neki demon.
Uprkos njegovim uveravanjima i sopstvenom neslaganju prema toj ideji Luisova tuga ga podstiče da svoju ideju ipak realizuje. On ekshumira Gejdžovo telo i sahranjuje ga na drevnom groblju. Gejdž se vraća kući potpuno drugačiji, ispunjen negativnom energijom i zlobom. Ubrzo on pronalazi Luisov doktorski pribor i tu nalazi skalpel kojim ubija Džada i Rejčel. Nakon toga Luis gubi i onako oslabljeni moralni kompas znajući da mora da zaustavi Gejdža i ubija i njega i Čurča smrtonosnim dozama morfijuma iz svojih medicinskih zaliha. U totalnom rastrojstvu što je ostao bez žene i deteta on odnosi Rejčelino telo na groblje nadajući se da će ako zakopa Rejčelino telo brže nego Gejdžovo rezultat biti drugačiji. Nakon Rejčelinog vaskrsnuća on ostaje u kući sa njom.

## Filmska adaptacija
Prva filmska ekranizacija je odrađena 1989. godine u režiji Meri Lambert, da bi drugi deo bio objavljen 1992. godine. Oba dela sa velikim komercijalnim uspehom.
Druga filmska ekranizacija je odrađena i objavljena 2019. godine u režiji Kevina Kolša i Denisa Vidmajera, sa Džejsonom Klarkom, Džonom Litguom i Ejmi Sejmec u glavnim ulogama.

## Spoljašnje veze
Pet Sematary